# Of Rust and Bones
Of Rust and Bones è il quarto album della band Gothic metal Poisonblack.

## Tracce
1. Sun Shines Black – 4:50
2. Leech – 3:48
3. My World – 3:57
4. Buried Alive – 4:39
5. Invisible – 8:07
6. Casket Case – 3:44
7. Down the Drain – 8:03
8. Alone – 4:43
9. The Last Song – 7:33

## Formazione
- Ville Laihiala - voce, chitarra
- Janne Markus - chitarra
- Marco Sneck - tastiere
- Antti Remes - basso
- Tarmo Kanerva - batteria